# وهن
الوهن أو فقد القوة الفيزيائية الطبيعية تعني نقص القوة أو الحيوية بسبب حالة مرضية. وغالبًا ما يرتبط مع مجموعة من الأمراض العصبية مثل التصلب المتعدد وآفات الفص الجبهي الإنسي. ويمكن أن يكون منفردًا أو وراثيًا أو دوريًا (جميع أنواعه رمز ICD-10-CM G72.3).